# محمود بیگلو
محمود بیگلو، اسکی‌باز اهل ایران است که در المپیک زمستانی ۱۹۵۶ ملبورن، اولین المپیک زمستانی که ایران در آن شرکت کرده بود، در رشته‌های مارپیچ کوچک، مارپیچ بزرگ و اسکی سرعت به مصاف حریفان خود رفت.
او در مارپیچ کوچک با رکورد ۵ دقیقه و ۵۱ ثانیه و ۳ دهم ثانیه در رتبه ۵۵ جدول رده بندی قرار گرفت. در مارپیچ بزرگ با رکورد ۴ دقیقه و ۴۳ ثانیه و ۹ دهم ثانیه در رتبه ۸۲ و در اسکی سرعت با رکورد ۴ دقیقه و ۲۲ ثانیه در رتبه ۳۹ جدول قرار گرفت.